# Rasbora elegans
Rasbora elegans Volz, 1903 è un pesce d'acqua dolce appartenente alla famiglia Cyprinidae e alla sottofamiglia Danioninae.

## Distribuzione e habitat
Ruscelli della foresta pluviale del Borneo, della Malaysia e di Sumatra.

## Descrizione
Raggiunge i 20 cm di lunghezza. Il corpo è allungato, più slanciato nei maschi, e ha una colorazione grigia-verdastra con due macchie nere. Le femmine sono più pallide.

## Biologia

### Comportamento
È una specie pacifica, che forma gruppi.

### Riproduzione
È oviparo e la fecondazione è esterna; non ci sono cure nei confronti delle uova.

## Acquariofilia
Non è particolarmente comune in commercio, ma in acquario si riproduce abbastanza facilmente.

## Conservazione
Questa specie non è considerata minacciata perché il suo areale è molto vasto e non sembra ci siano particolari fonti di minaccia. Inoltre è molto comune almeno in parte dell'areale.